# La Clepsydre
Pour plus de détails, voir Fiche technique et Distribution.
La Clepsydre (Sanatorium pod Klepsydrą) est un film polonais réalisé par Wojciech Has, sorti en 1973.
Le film est une adaptation du roman du même titre original (en français Le Sanatorium au croque-mort) de Bruno Schulz.

## Synopsis
Joseph rend visite à son père soigné dans un étrange sanatorium dirigé par le docteur Gotard. Commence alors pour lui un voyage intérieur dans son passé.

## Fiche technique
- Titre : La Clepsydre
- Titre original : Sanatorium pod Klepsydrą
- Réalisation : Wojciech Has
- Scénario : Wojciech Has, d'après Bruno Schulz
- Musique : Jerzy Maksymiuk
- Photographie : Witold Sobocinski
- Décors : Andrzej Płocki et Jerzy Skarżyński
- Pays d'origine :  Pologne
- Format : Couleurs - Son monophonique
- Genre : Drame
- Durée : 124 minutes
- Dates de sortie :
  - France : 24 mai 1973 (Festival de Cannes) ; 21 mai 1975 (sortie nationale)
  - Pologne : 12 décembre 1973

## Distribution
- Jan Nowicki : Józef
- Tadeusz Kondrat : Jakob, le père de Józef
- Irena Orska : la mère de Józef
- Gustaw Holoubek : Dr. Gotard
- Halina Kowalska : Adela
- Mieczysław Voit : conducteur
- Bożena Adamek : Bianka
- Ludwik Benoit : Szloma
- Henryk Boukołowski : pompier
- Jerzy Przybylski : monsieur de V.
- Wiktor Sadecki : dignitaire
- Szymon Szurmiej : homme juif
- Filip Zylber : Rudolf

Acteurs non crédités
- Jerzy Trela : Wesolek

## Récompenses
- Prix du jury du Festival de Cannes en 1973